# Ингерманландский 9-й пехотный полк
9-й пехотный Ингерманландский Императора Петра Великого полк — пехотный полк Русской императорской армии. С 1819 года входил в состав 3-й пехотной дивизии (с 1888 г. — в 17-м армейском корпусе).
Старшинство — 19 июля 1703 года. Полковой праздник — 30 августа.

## Места дислокации
1820 — г. Великие Луки. Второй батальон полка на поселении в Новгородской губернии.
Нижний Новгород (до 1892 года), Калуга (1892—1914 годы).

## История
- 19 июля 1703 — По указу Петра I начал формироваться как пехотный губернатора Меншикова полк[2].
- 12 октября 1704 — Ингерманландский пехотный полк.
- 1704—1721 — Участвовал в Северной войне:
  - 1704 — осада Дерпта и штурм Нарвы.
  - 1705 — осада Митавы.
  - 1706 — оборона Гродно и Битва при Калише.
  - 1708 — атака на шведский авангард у села Доброго и битва при Лесной.
  - 27 июня 1709 — Полтавская битва и преследование шведских войск до Переволочны.
  - 1712—1713 — участвовал в боевых действиях в Померании.
  - 27 июля 1714 — отличился в Гангутском сражении в составе десантной и гребной команды галер.
- 1711 — Участвовал в Прутском походе.
- 16 января 1727 — 1-й Санкт-Петербургский полк.
- 6 ноября 1727 — Ингерманландский пехотный полк.
- 25 апреля 1762 — пехотный генерал-майора Алексея Мельгунова полк.
- 6 июля 1762 — Ингерманландский пехотный полк.
- 1787—1791 — Участвовал в русско-турецкой войне.
- 1790 — В связи с созданием второго Ингерманландского полка переименован в Староингерманландский.
- 18 октября 1798 — Мушкетерский генерал-майора фон Клугена полк.
- 2 марта 1799 — Мушкетерский генерал-майора Штейнгеля полк.
- 1 августа 1799 — Мушкетерский генерал-майора графа Разумовского полк.
- 1799 — Участвовал в войне с французами в составе корпуса A. M. Римского-Корсакова.
- 2 февраля 1800 — Мушкетерский генерал-майора Энгельгардта 1-го полк.
- 31 марта 1801 — Староингерманландский мушкетерский полк.
- 1805—1807 — Участвовал в войне с французами.
- 1806—1812 — Участвовал в русско-турецкой войне.
- 22 февраля 1811 — Староингерманландский пехотный полк.
- 1812 — Участвовал в Отечественной войне.
- 1813—1815 — Участвовал в Заграничных походах.
- 1830—1831 — Участвовал в Польской войне.
- 28 января 1833 — Присоединен 7-й егерский полк.
- 25 июля 1851 — Пехотный генерал-адъютанта князя Меншикова полк.
- 19 марта 1857 — Староингерманландский пехотный генерал-адъютанта князя Меншикова полк.
- 1863 — Участвовал в подавлении Польского восстания.
- 25 марта 1864 — 9-й пехотный Староингерманландский генерал-адъютанта князя Меншикова полк.
- 28 мая 1869 — 9-й пехотный Староингерманландский полк.
- 1877—1878 — Участвовал в русско-турецкой войне.
- 25 марта 1891 — 9-й пехотный Староингерманландский генерал-фельдмаршала князя Михаила Голицына полк.
- 19 июля 1903 — 9-й пехотный Ингерманландский Императора Петра I полк.
- 1904—1905 — Участвовал в русско-японской войне.
- 29 сентября 1904 — Участвовал в сражении на реке Шахэ.
- 27 июня 1909 — 9-й пехотный Ингерманландский Императора Петра Великого полк.
- 1914—1917 — Участвовал в Первой мировой войне.
- Март — апрель 1918 — Расформирован.

## Шефы полка
- 03.12.1796 — 07.10.1797 — генерал-лейтенант граф Де Кастро-Лацерд, Яков Антонович (Де-Кастро-ла-Серда)
- 07.10.1797 — 18.10.1798 — генерал-майор (с 12.03.1798 генерал-лейтенант) Чемоданов, Пётр Алексеевич
- 18.10.1798 — 02.03.1799 — генерал-майор фон Клуген, Иван Иванович
- 02.03.1799 — 01.08.1799 — генерал-майор Штейнгель, Фаддей Фёдорович
- 01.08.1799 — 05.02.1800 — генерал-майор граф Разумовский, Пётр Алексеевич
- 05.02.1800 — 01.09.1814 — генерал-майор Энгельгардт, Григорий Григорьевич
- 25.07.1851 — 28.05.1869 — генерал-адъютант адмирал князь Меншиков, Александр Сергеевич

## Командиры полка

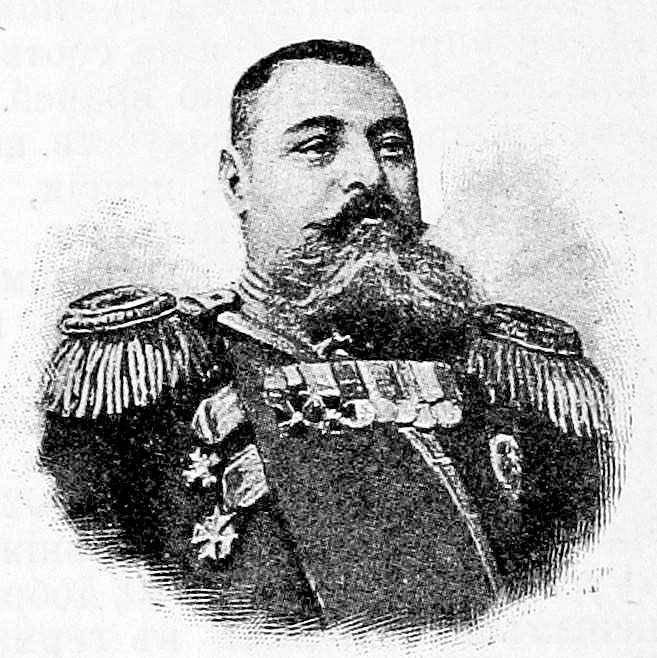
Полковник
Михаил Кондратьевич Криштопенко

- на 1711 — полковник Дупре, Иван Яковлевич
- 1756? — 1762 — полковник(?) Мельгунов, Алексей Петрович
- 22.09.1767 — хх.хх.1769 — полковник Наумов, Николай
- 01.01.1770 — 28.06.1777 — полковник (с 22.09.1775 бригадир) Бекельман, Густав Францевич
- 28.06.1777 — хх.хх.1779 — полковник Колтовский, Илья Васильевич
- хх.хх.1779 — 18.11.1788 — полковник (с 01.01.1787 бригадир) фон Бок, Карл Астафьевич
- 18.11.1788 — хх.хх.1789 — премьер-майор князь Щербатов, Василий Павлович (временно?)
- 14.04.1789 — 30.03.1790 — полковник Кнорринг, Карл Фёдорович
- 30.03.1790 — 14.09.1797 — подполковник (с 01.01.1793 полковник) барон (с 05.04.1797 граф) фон Эльмпт, Филипп Иванович
- 12.07.1798 — 02.11.1798 — полковник Корф, Николай Фёдорович
- 19.12.1798 — 03.11.1799 — подполковник (с 22.04.1799 полковник) Нечаев, Иван Андреевич
- 02.02.1800 — 20.06.1804 — полковник Уланиус, Карл Карлович
- 14.12.1804 — 27.01.1808 — подполковник (с 23.04.1806 полковник) Шкапский, Михаил Андреевич
- 18.03.1808 — 04.03.1810 — подполковник Реймерс, Густав Алексеевич
- 21.05.1810 — 06.09.1810 — подполковник Марков
- 06.09.1810 — 28.08.1811[3] — майор (с 18.07.1811 подполковник) Жабокрицкий
- 26.10.1811 — 01.01.1819 — майор (с 29.12.1811 подполковник, с 01.10.1814 полковник) Ичков, Николай Николаевич
- 22.01.1819 — 30.10.1821 — полковник Смольянинов, Павел Андреевич
- 15.11.1821 — 28.05.1825 — подполковник Лейдлов
- 28.05.1825 — хх.хх.1826[4] — подполковник (с 15.08.1825 полковник) Тукмачёв
- 06.12.1826 — 28.01.1838 — подполковник (с 24.08.1829 полковник) Скобельцын, Николай Николаевич
- 01.02.1838 — 01.06.1840 — полковник Асосков, Яков Иванович
- 01.06.1840 — 23.10.1845 — полковник (с 25.06.1845 генерал-майор) Крок, Александр Иванович
- 31.12.1845 — 01.04.1846 — полковник Черневский, Викентий Юрьевич
- 01.04.1846 — 14.04.1854 — полковник (с 26.11.1852 генерал-майор) Орлов, Дмитрий Васильевич
- 14.04.1854 — 11.07.1855 — полковник Вагнер, Михаил Павлович
- 11.07.1855 — 09.06.1857 —  флигель-адъютант полковник князь Шаховской, Алексей Иванович
- 11.06.1857 — 24.09.1863 — полковник Чертов, Александр Аркадьевич
- 17.11.1863 — 14.10.1869 — полковник барон Таубе, Александр Антонович
- 14.10.1869 — 01.03.1878 — флигель-адъютант полковник (с 01.01.1878 генерал-майор Свиты) граф Татищев, Николай Дмитриевич
- 01.03.1878 — 04.05.1891 — полковник Беклемишев, Нил Петрович
- 24.05.1891 — 12.04.1892 — полковник Фёдоров, Степан Алексеевич
- 07.05.1892 — 24.10.1899 — полковник Матвеенко, Александр Григорьевич
- 31.10.1899 — 29.09.1904[5] — полковник Криштопенко, Михаил Кондратьевич[6]
- 05.11.1904 — 07.02.1908 — полковник Зощенко, Николай Петрович
- 07.03.1908 — 10.03.1913 — флигель-адъютант полковник (с 30.08.1912 генерал-майор) Сивицкий, Пётр Николаевич
- 31.03.1913 — 26.04.1913 — полковник Гришинский, Алексей Самойлович
- 13.05.1913 — 26.07.1915 — полковник (с 03.04.1915 генерал-майор) Карнаухов, Михаил Михайлович
- 26.07.1915 — 13.04.1917 — полковник (с 22.03.1917 генерал-майор) Сапфирский, Николай Иванович
- 13.04.1917 — после 09.09.1917 — полковник Леонтьев, Анатолий Евгеньевич

## Знамёна полка
- Ротные знамёна Ингерманландского пехотного полка 1712 года: «Чёрные с жёлтым, с изображениями: в верхнем углу, у древка, золотой Княжеской короны и двух ветвей, а на средине — жёлтого с чёрным креста под золотою короною». Полковое знамя белое с золотым вензелем Петра Великого под короной, по сторонам ветви.
- 16 февраля 1727 года первая фузелерная рота получила белое знамя с двуглавым орлом, Святым Георгием Победоносцем и Андреевским крестом на цепи. Остальные роты получили «цветные» красные знамёна с белыми зубчиками и Санкт-Петербургским гербом.
- 20 ноября 1797 года полку пожалованы 10 знамён образца 1797 года. У одного крест был белым, а углы розовые со светло-зелёным пополам. У остальных крест розовый со светло-зелёным пополам, а углы белые. Древки белые.
- В 1824 году полку даровано простое (без надписей) знамя образца 1816 года. Крест зелёный, углы белые.
- 16 июня 1838 года 3-му, 4-му, 6-му батальонам полка пожалованы знамёна, 25 июня 1838 года 1-му и 2-му батальонам пожалованы Александровские ленты.

## Знаки отличия
- Полковое знамя Георгиевское с надписями: «За переход через Балканы у Трояна в Декабре 1877 г.» и «1703-1903». С Александровской юбилейной лентой. Пожаловано 17.04.1878 г. Высочайший приказ от 19.07.1903 г.
- Знаки на головные уборы с надписью: «За Варшаву 25 и 26 Августа 1831 г.». Пожалованы 6.12.1831 г.
- Двойные шитые петлицы на мундиры штаб и обер-офицеров. Присвоены приказом по военному ведомству № 265 от 1903 г.

## Известные люди, служившие в полку
- Великопольский, Иван Ермолаевич
- Волконский, Сергей Григорьевич
- Засулич, Михаил Иванович
- Зварыкин, Фёдор Васильевич
- Полиньяк, Ираклий
- Сахаров, Николай Павлович
- Суворов, Александр Васильевич
- Турчанинов, Павел Петрович
- Херасков, Михаил Матвеевич

### Участники сражения на р. Шахэ 28-29 сентября 1904
- полковник Криштопенко Михаил Константинович командир полка, погиб
- подполковник Курышкин И. М., погиб
- капитаны: Рюминский Вячеслав Петрович, Яскловский Николай Петрович, Сковородов Дмитрий Алексеевич, погибли
- штабс-капитаны: Криштопенко, Стрижевский Иван Фаустинович, погиб
- поручики: Ткаченко 1-й Дмитрий Алексеевич, Гиплер, погиб
- Тогда же ранены:
- подполковник Владимирский Михаил Петрович
- капитаны: Страхов Иван Дмитриевич, Осипов Никифор Иванович, Зубынин Николай Иванович, Ивановский Александр Иванович, Жеромский Альфонс Михайлович, Длужневский Константин Киприянович
- поручик Климашевский Иосиф Викторович
- подпоручики: Алексеев Иван Степанович, Хашковский Карл Фомич, Навоев Павел Ефимович, Чарторижский Борис Федорович, Таньков Алексей Иванович, Гришкевич Эдуард Маврикиевич, Орлов Николай Александрович
- зауряд-прапорщики: Некрасов, Далиненко, Михно, Езрчук, Виноградов.
- Хасидович, Владимир Дмитриевич (1885—1962), вольноопределяющийся, ранен в бою на р. Шаха, автор рассказов о Русско-Японской войне , отец балерины Тамары Владимировны Тумановой.